# Унювар, Наджи
Наджи Унювар (тур. Naci Ünüvar; родился 13 июня 2003, Зандам) — турецкий и нидерландский футболист, атакующий полузащитник клуба «Твенте».

## Клубная карьера
Воспитанник футбольной академии амстердамского «Аякса». В мае 2019 года 15-летний Наджи Унювар подписал с «Аяксом» предварительный профессиональный контракт сроком на три года, который вступит в силу после достижения игроком 16 лет. В июле 2020 года продлил контракт с клубом до июня 2023 года.
30 августа 2022 года перешёл на правах аренды в турецкий «Трабзонспор» до конца сезона 2022/23.
30 июня 2023 года был арендован клубом «Твенте» на один сезон. 27 июля дебютировал за «Твенте» в матче 2-го квалификационного раунда Лиги конференций против шведского «Хаммарбю», выйдя на замену на 89-й минуте вместо Дана Ротса.
29 августа 2024 года испанский «Эспаньол» объявил об аренде Унювара до конца сезона.

## Карьера в сборной
Выступал за сборные Нидерландов до 15, до 16 и до 17 лет.
В мае 2019 года в составе сборной Нидерландов до 17 лет выиграл чемпионат Европы, забив на турнире 2 мяча, включая гол в финале против сборной Италии. Он стал первым 15-летним игроком, забившим в финале этого турнира.

## Достижения
Нидерланды (до 17 лет)
- Чемпионат Европы (до 17 лет): 2019